# Acerotella aceris
Acerotella aceris är en stekelart som beskrevs av Lubomir Masner 1980. Acerotella aceris ingår i släktet Acerotella och familjen gallmyggesteklar. Inga underarter finns listade i Catalogue of Life.